# Washington (Virginia)
Washington è un comune degli Stati Uniti d'America, situato nello Stato della Virginia, nella Contea di Rappahannock, della quale è il capoluogo.